# Метод преломлённых волн

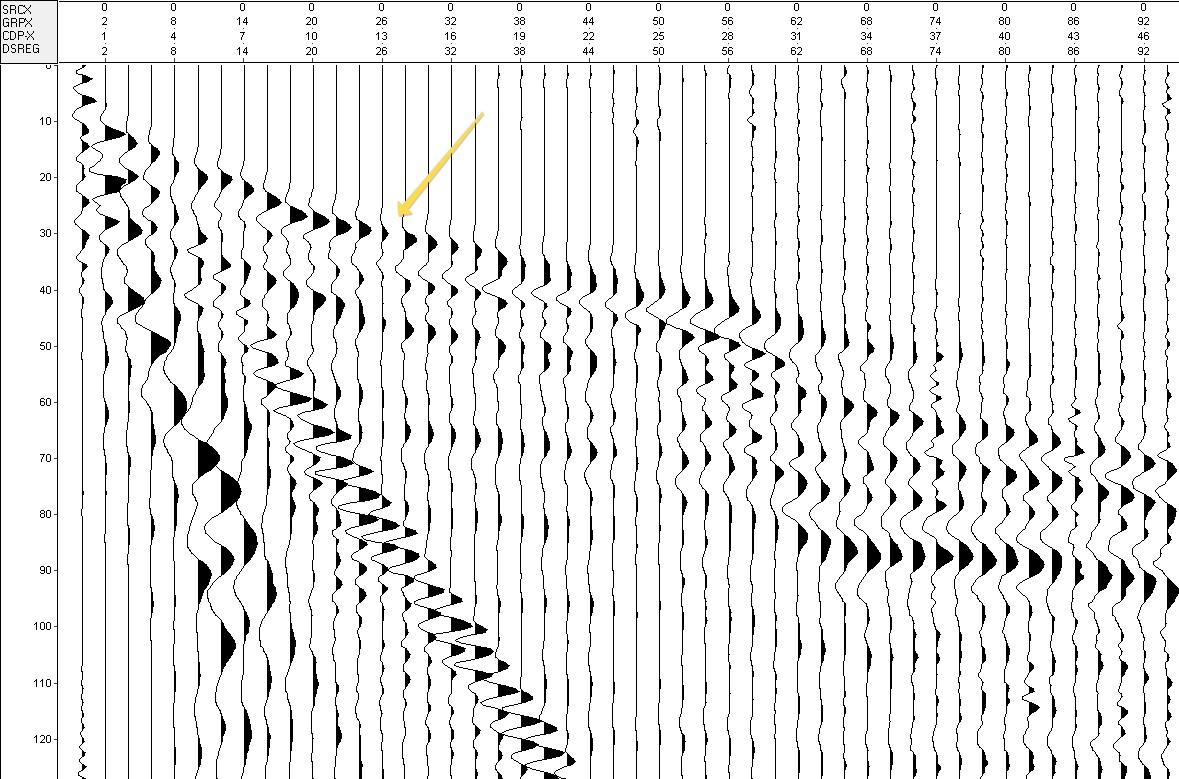
Преломлённая волна на сейсмограмме

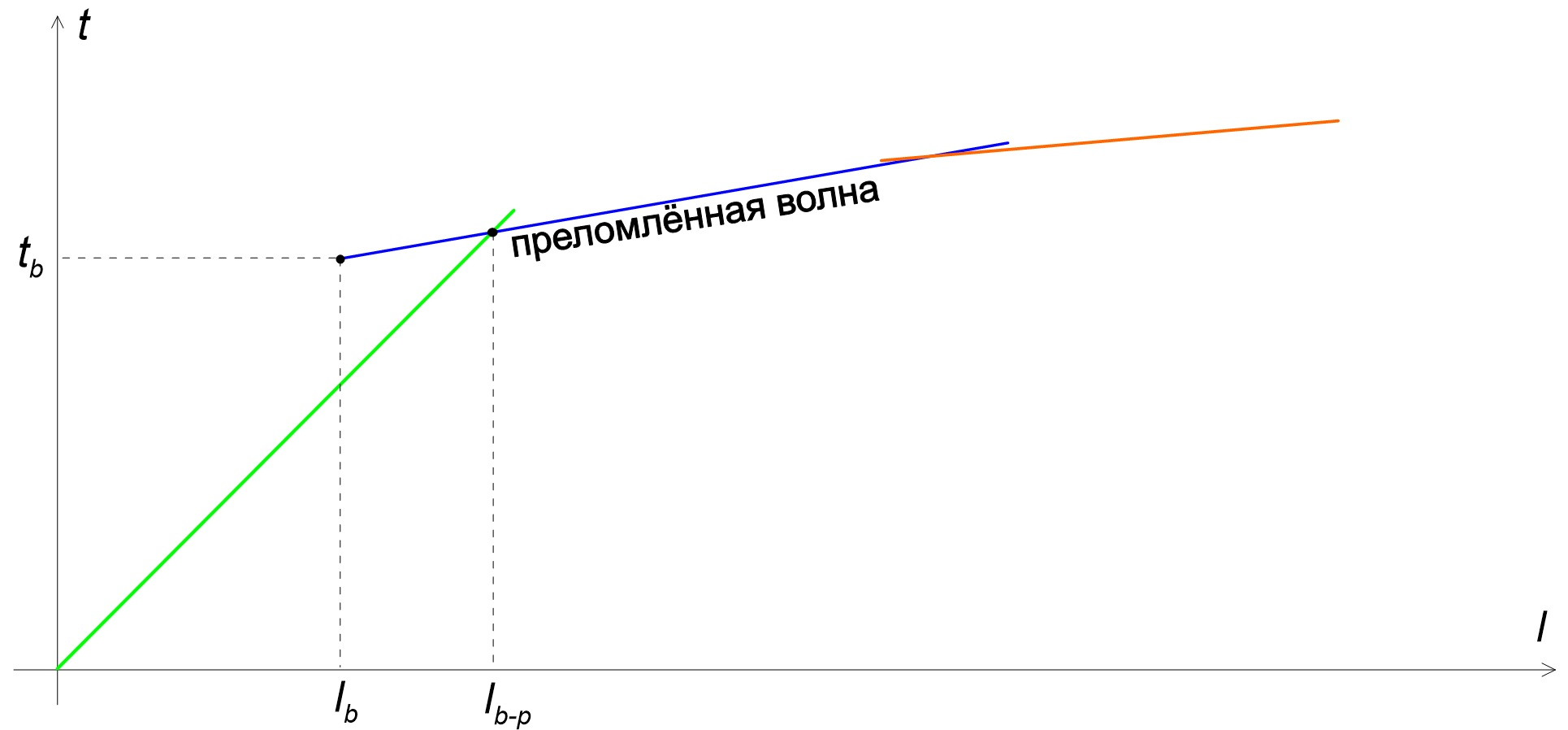
Годограф преломлённой волны

Метод преломлённых волн (МПВ, seismic refraction, refraction shooting technique) — метод сейсморазведки, использующий упругие  волны, сформированные движением фронта скользящей волны вдоль преломляющей границы — кровли высокоскоростного слоя.  Второй по значимости метод сейсморазведки.  

## Теория
Скользящая волна формируется падением сейсмической волны на преломляющую границу под критическим углом, который в оптике называется углом полного внутреннего отражения. Значение критического угла вычисляется при помощи закона Снеллиуса.  
где i - критический угол, V1 — скорость сейсмической волны над границей, V2 — скорость сейсмической волны под границей.
Годограф преломлённой волны имеет форму прямой, с начальной точкой,  с координатами:
где i - критический угол, h1 — мощность слоя над границей, lb — удаление (расстояние между источником и приёмником)  начальной точки,tb —  время вступления преломлённой волны в  начальную точку

## Использование
Метод преломлённых волн применяется в разведочной геофизике при картировании уровня грунтовых вод, поверхности кристаллического фундамента древних платформ и  границы Мохоровичича  («М»),  кровли скальных грунтов под толщей дисперсных, выявления зон разуплотнения.

## Модификации
Традиционно в МПВ используются преломлённые волны, первыми пришедшие на сейсмоприёмник, то есть «в первых вступлениях».  В корреляционном методе преломлённых волн (КМПВ), созданном Гамбурцевым, также используются и последующие вступления, участки сейсмограмм, где преломлённые волны наблюдаются не первыми.

## История метода
Метод впервые был запатентован Людгером Минтропом в 1919 году ( патент Германии №371963, «Метод определения геологических структур») . Фактически документ был выдан спустя 7 лет, в 1926-м году. Некоторое время преломлённые волны назывались «минтроповскими».  Позже, во второй половине XX века, они вместо термина «минтроповские» стали употреблять термин «головные волны». Однако сам Минтроп в патенте не привёл теорию образования преломлённых волн, что было сделано в 1926 году советским геофизиком Александром Игнатьевичем Заборовским в статье «К теории кривых времён пробега». 

## Недостатки
Согласно уравнениям Цёппритца, амплитуда скользящей волны, движение которой согласно принципу Гюйгенса-Френеля порождает преломлённые волны, должна быть равна нулю, что делает её существование теоретически невозможным.
Скорости, определённые по данным МПВ, могут содержать относительные погрешности до 50 %.